# Kilifia americana
Kilifia americana är en insektsart som beskrevs av Ben-dov 1979. Kilifia americana ingår i släktet Kilifia och familjen skålsköldlöss. Inga underarter finns listade i Catalogue of Life.